# Hilary Chojecki
Hilary Chojecki herbu Lubicz (ur. 19 stycznia 1755, zm. ?) – sędzia ziemski kijowski w latach 1781–1794, skarbnik kijowski w 1775 roku, podwojewodzi i sędzia grodzki kijowski.
Był bratem Jana, komisarzem Sejmu Czteroletniego z powiatu kijowskiego województwa kijowskiego do szacowania intrat dóbr ziemskich w 1789 roku.
Odznaczony Orderem Świętego Stanisława w 1791 roku.